# Lydredigering
Lydredigering er den proces hvori en person ændrer enten råt eller allerede redigeret lydmateriale. Processen omfatter blandt justering af volume, equalizer, tilførelse af effekter, ekko og rumklang.